# Saas-Almagell
Saas-Almagell (do 31 grudnia 2006 Saas Almagell) – miejscowość i gmina (Politische Gemeinde) w południowej Szwajcarii, w kantonie Valais, w okręgu (Bezirk) Visp. Leży na wysokości 1672 m n.p.m., w dolinie Saastal w Alpach Pennińskich. Wśród okolicznych szczytów znajdują się między innymi Allalinhorn (4027 m), Rimpfischhorn (4199 m) i Weissmies (4017 m). Saas-Almagell jest częścią większego obszaru będącego ośrodkiem sportów zimowych.
Najbliższym większym miastem jest Visp, położone na północny zachód od Saas-Almagell. 

## Demografia
W Saas-Almagell mieszkają 353 osoby. W 2021 roku 91% populacji gminy stanowiły osoby urodzone poza Szwajcarią. 

## Osoby

### urodzone w Saas-Almagell
- Pirmin Zurbriggen, narciarz alpejski